# 1765
1765 (MDCCLXV) var ett normalår som började en tisdag i den gregorianska kalendern och ett normalår som började en lördag i den julianska kalendern.

## Händelser

### Januari
- 25 januari – Storbritannien gör anspråk på Västra Falkland.[1]

### Mars
- Mars – Sverige ingår förbund med Ryssland och Danmark, som även ingår fördrag med varandra. Man skall samverka vid de svenska riksdagarna och söka upprätthålla Sveriges regeringsform. Danskarna återupptar frågan om giftermål mellan kronprins Gustav och prinsessan Sofia Magdalena av Danmark. Drottning Lovisa Ulrika motsätter sig det, men Gustav tycker det är bra.

### Juni
- 15 juni – I Ryssland instiftas det Fria ekonomiska sällskapet (eng: Free Economic Society), som fram till 1915 verkar för framsteg inom lantbruk och folkbildning. Instiftandet bekräftas 31 oktober av kejsarinnan Katarina II.

### Augusti
- 12 augusti – Den svenske kanslipresidenten Claes Ekeblad avgår.

### September
- 9 september – Carl Gustaf Löwenhielm blir ny svensk kanslipresident.

### Oktober
- Oktober – Mösspartiet vinner övervikt i den svenska riksdagen och insätter sina män i rådet, vilket alltså leder till regimskifte i Sverige. Då mössorna nu har tagit över makten läggs ekonomin om i fysiokratisk riktning, det vill säga att jordbruket, den viktigaste näringen, skall förbättras. Ekonomin skall också göras "friare" och man skall låta de "naturliga" ekonomilagarna verka.

### December
- 3 december – Det bottniska handelstvånget upphör. Borgarna i städerna längs Bottniska viken (däribland Uleåborg) får så kallad aktiv stapelfrihet (rätt till export), men inte passiv (rätt till import).[2]

### Okänt datum
- I den så kallade "Växelkontorsskandalen" anklagas riksdagsmannen Gustaf Kierman och brukspatronen Johan Henrik Lefebure för att ha förskingrat över sextio tunnor guld. Kierman inspärras på Karlstens fästning.
- Sveaborgs befälhavare Augustin Ehrensvärd och de skånska fästningarnas befälhavare Henrik von Liewen avskedas eftersom man skär ner på försvaret.
- Den svenska lagen om förbud mot skatteköp upphävs, trots adelns motstånd.
- Storbedragaren Anna Ekelöf grips vid norska gränsen.

## Födda

### Första kvartalet

#### Januari
- 2 januari – Pehr af Bjerkén den yngre, svensk kirurg.
- 21 januari – Johan Niclas Ahl, svensk läkare och konstnär.
- 22 januari – Per Gustaf Lagerstråle, svensk friherre och sjömilitär.

#### Februari
- 2 februari – Ray Greene, amerikansk politiker, senator 1797–1801.
- 17 februari – James Ivory, skotsk matematiker och astronom.
- 21 februari – Meta Forkel-Liebeskind, tysk författare och översättare.
- 24 februari – Kazimierz Małachowski, polsk militär.
- 28 februari – Adolf Ludvig Christiernin, svensk militär.

#### Mars
- 6 mars – Alois von Reding, schweizisk politiker och militär.
- 7 mars – Nicéphore Niépce, fransk fotograf.
- 17 mars – Lorens Münter Philipson, svensk läkare och publicist.
- 20 mars – Carl Daub, tysk teolog.
- 21 mars – Hendrik Fagel, nederländsk baron och politiker.
- 27 mars – Franz von Baader, tysk filosof och teolog.
- 31 mars – Joséphine-Rosalie de Walckiers, bankir och kompositör.

### Andra kvartalet

#### April
- 6 april
  - Eva Christina Barckenbom, svensk miniatyrmålare.
  - Karl Felix, kung av Sardinien 1821–1831.
- 7 april – Lovisa Stiernsparre, svensk miniatyrmålare.
- 11 april – Gertrudis Bocanegra, mexikansk nationalhjälte.
- 26 april – Emma Hamilton, brittisk dansare, modell och societetskvinna.

#### Maj
- 8 maj – Per Wilhelm Palmroth, svensk arkitekt.
- 11 maj – Johann Georg Lehmann, tysk kartograf.
- 14 maj – Wilhelm Lagerborg, svensk militär.

#### Juni
- 3 juni – Friederike Brun, dansk författare.
- 5 juni – Johann Gottlieb Friedrich von Bohnenberger, tysk matematiker, fysiker och astronom.
- 10 juni – Johan Erik Edman, svensk jurist och ämbetsman.
- 25 juni – Louise Charlotte Françoise de Montesquiou, fransk hovfunktionär.
- 27 juni – Torkel Baden, dansk konsthistoriker.

### Tredje kvartalet

#### Juli
- 4 juli – Pierre Dupont de l'Étang, fransk militär.
- 10 juli – Pjotr Bagration, rysk militär.
- 20 juli – John Bell, amerikansk politiker, guvernör i New Hampshire 1828–1829.
- 23 juli – Francis Russell, 5:e hertig av Bedford, brittisk politiker.
- 29 juli – Jean-Baptiste Drouet d'Erlon, fransk militär.

#### Augusti
- 4 augusti – Claire Lacombe, fransk skådespelare och politisk aktivist.
- 15 augusti
  - Christian Horneman, dansk målare.
  - Nils Gustaf Palin, svensk diplomat och egyptolog.
- 17 augusti – John Hope, 4:e earl av Hopetoun, brittisk militär.
- 21 augusti – Vilhelm IV, kung av Storbritannien 1830–1837.

#### September
- 2 september – Barbara Ployer, österrikisk musiker.
- 5 september – John Gaillard, amerikansk politiker, senator 1804–1826.
- 18 september – Gregorius XVI, född Bartolomeo Alberto Cappellari, påve 1831–1846.
- 22 september – Paolo Ruffini, italiensk matematiker.
- 28 september – Vilhelmina Louise av Nassau-Weilburg, tysk prinsessa.
- 29 september – Karl Ludwig Harding, tysk astronom.
- 30 september – Per Säve, svensk präst och skolman.

### Fjärde kvartalet

#### Oktober
- 4 oktober – Samuel H. Huntington, amerikansk politiker, guvernör i Ohio 1808–1810.
- 8 oktober – Harrison Gray Otis, amerikansk politiker, senator 1817–1822.
- 17 oktober – Henri-Jacques-Guillaume Clarke, fransk militär.
- 22 oktober – Daniel Steibelt, tysk pianist och kompositör.
- 24 oktober – James Mackintosh, skotsk filosof.
- 26 oktober
  - Jean-François Ducos, fransk politiker.
  - Jakub Jan Ryba, tjeckisk kompositör.
  - Václav Thám, tjeckisk författare och skådespelare.

#### November
- 7 november – William Taylor, brittisk författare.
- 14 november – Robert Fulton, amerikansk ingenjör och uppfinnare.
- 20 november – Friedrich Heinrich Himmel, tysk kompositör.

#### December
- 8 december
  - Friedrich von Schlichtegroll, tysk filolog, numismatiker och arkeolog.
  - Eli Whitney, amerikansk uppfinnare.
- 17 december – Jean-Baptiste Girard, schweizisk pedagog.
- 22 december – Johann Friedrich Pfaff, tysk matematiker.

## Avlidna

### Första kvartalet

#### Januari
- 12 januari – Johann Melchior Molter, 68, tysk kompositör och violinist.
- 21 januari – Christian Braunmann Tullin, 36, norsk författare.
- 29 januari – David Ankarloo, 77, svensk sjömilitär.

#### Februari
- 2 februari – Teresia Constantia Phillips, brittisk memoarskrivare.
- 8 februari – Georg Herman af Trolle, 84, svensk sjömilitär.
- 9 februari – Elisabetta de Gambarini, 34, brittisk kompositör.
- 23 februari – Nikolaus Dietrich Giseke, 40, tysk författare.

#### Mars
- 3 mars – William Stukeley, 77, brittisk antikvarie.
- 5 mars – Anders Anton von Stiernman, 69, svensk historiker.
- 12 mars – Carl Hofverberg, 69, svensk militär och konstnär.
- 20 mars – Claes Gustaf Rålamb, 60, svensk friherre och ämbetsman.
- 25 mars – Jonas Gren, 50, svensk orgelbyggare.

### Andra kvartalet

#### April
- 6 april – Ulrik Rudenschöld, 60, svensk nationalekonom och poet.
- 9 april – Marie Louise av Hessen-Kassel, 77, furstinna av Oranien 1709–1711, regent i Nederländerna 1711–1731 och sedan 1759.
- 15 april – Michail Lomonosov, 53, rysk vetenskapsman.
- 22 april – Johannes Peder Anchersen, 64, dansk historiker.

#### Maj
- 17 maj – Alexis Claude Clairaut, 52, fransk astronom och matematiker.
- 22 maj – Pehr Carlsköld, 47, svensk ämbetsman och politiker.
- 25 maj – Henrik Anders Löfvenskiöld, 65, svensk ämbetsman.

#### Juni
- 12 juni – Nils Bielke, 59, svensk greve.

### Tredje kvartalet

#### Juli
- 15 juli – Charles-André van Loo, 60, fransk konstnär.
- 18 juli – Filip, 45, hertig av Parma.

#### Augusti
- 1 augusti – Ulla Adlerfelt, 29, svensk konstnär.
- 18 augusti
  - Jean-Joseph Balechou, 49, fransk kopparstickare.
  - Frans I, 56, tysk-romersk kejsare sedan 1745.
- 19 augusti – Axel Fredrik Cronstedt, 42, svensk mineralog och kemist.

#### September
- 5 september – Anne Claude de Caylus, 72, fransk arkeolog och konstsamlare.

### Fjärde kvartalet

#### Oktober
- 10 oktober – Lionel Sackville, 1:e hertig av Dorset, 77, brittisk politiker.
- 21 oktober – Giovanni Paolo Pannini, 74, italiensk konstnär.
- 26 oktober – Samuel Klingenstierna, 65, svensk matematiker och fysiker.
- 31 oktober – Vilhelm, hertig av Cumberland, 44, brittisk prins och militär.

#### November
- 13 november – Sofia Dorothea, 46, preussisk prinsessa.
- 19 november – Johan Nordenfeldt, 49, svensk militär och brukspatron.

#### December
- 10 december – Peter Törne, 75, svensk militär.
- 14 december – Axel Erik Roos, 65, svensk friherre och militär.
- 20 december – Ludvig, 36, fransk kronprins.
- 29 december – Fredrik av Storbritannien, 15, son till Fredrik, prins av Wales och Augusta av Sachsen-Gotha.

### Fotnoter
1. ↑  ”World Statesmen”. http://www.worldstatesmen.org/Falklands.html.
2. ↑  ”Nordisk familjebok”. 20 juli 1905. https://runeberg.org/nfbc/0720.html. Läst 25 mars 2011.